# Canal 4 (Cataluña)
Canal 4 es un canal de televisión de proximidad que opera en Mallorca y el Área Metropolitana de Barcelona, con sede en Barcelona. Sus emisiones comenzaron el 5 de septiembre de 2022 en la Isla de Mallorca y el 12 de septiembre del mismo año en el Área Metropolitana de Barcelona. Canal 4 utiliza las antiguas frecuencias de Teve.cat. Además, desde el 1 de septiembre de 2023, también emite en una frecuencia local del Área Metropolitana de Madrid.
El canal es propiedad del empresario Jacinto Sinto Farrús, quien anteriormente había sido el propietario del histórico Canal 4 de Mallorca, el cual vendió un año antes del lanzamiento de este nuevo Canal 4.
Queremos opinar es un programa de televisión presentado por Carlos Fuentes. El formato del programa consiste en debatir temas con invitados de diversas ideologías, quienes expresan sus opiniones respetando las de los demás. Este programa se emite desde el 8 de enero de 2024, de 18:00 a 20:00 horas, en Canal 4.

## Frecuencias
Las frecuencias por donde emite el canal son las siguientes (en estas frecuencia de TDT emite Canal 4 y Canal 4 Radio):
 Isla de Mallorca
- Mallorca: Mux 37 - 602 MHz

 Provincia de Barcelona
- Barcelonés: Mux 48 - 690 MHz
- Vallés Occidental: Mux 39 - 618 MHz
- Vallés Oriental: Mux 40 - 626 MHz

 Comunidad de Madrid
- Madrid: Mux 48 - 690 MHz

### Disponibilidad
- Emisión en Movistar+
  - Cataluña
  - Comunidad Valenciana
  - Islas Baleares
  - Franja de Aragón
  - Andorra (Andorra Telecom)
- Emisión en Vodafone TV y Orange TV
  - Solamente emite en Cataluña
- Internet:
  - Disponible por la plataforma de streaming Tivify al nivel nacional
- En todas las frecuencias de TDT donde emitía Canal Català TV, El Punt Avui TV y Teve.cat, actualmente emite Canal 4. (Solo las que eran de su propiedad y no incluye canales de TV o radio asociadas)

## Otros medios de comunicación del grupo
- Canal 4 Radio (con desconexiónes a unas determinadas horas para cada región)
  - Es una radio con cobertura para Andorra, Cataluña, Franja de Aragón, Islas Baleares, Comunidad Valenciana, Pirineos Orientales o Cataluña Francesa y también un pequeño territorio en la Región de Murcia, llamado El Carche; que nace con la vocación de entretenimiento y servicio público.
- Radio Murta
  - Es una radio fórmula con cobertura para Andorra, Cataluña, Franja de Aragón, Islas Baleares, Comunidad Valenciana, Pirineos Orientales o Cataluña Francesa y también un pequeño territorio en la Región de Murcia, llamado El Carche; basada principalmente en música pop-rock en idioma catalán y dialectos del catalán.
- Dkans producciones
  - Productora creada en 2014 para la producción de documentales, cine y servicios de producción y realización audiovisual. Desde dicho año se han realizado programas de televisión en Canal 4 Tv (Televisión autonómica privada) como: “Bodegas y vinos”, “Mallorca en Golpe de Pedal” y en Ib3 (Ente Público de Radio y Televisión de las islas Baleares) entre los que destacan: “Tierra de Pasiones”, “Animales y animalitos”, “Solidarios” y documental/tv movie “La Leyenda de Chacapán”.